# Ana Clavel
Ana Clavel (Ciudad de México, 16 de diciembre de 1961) es una escritora e investigadora mexicana.

## Biografía
Ana Clavel se recibió de maestra en letras latinoamericanas por la UNAM. Durante sus primeros años, fue becaria del Instituto Nacional de Bellas Artes (INBA) y del FONCA en 1982 y 1990 respectivamente.
Ana ha obtenido diversos reconocimientos como el Premio Nacional de Cuento Gilberto Owen 1991 por su obra Amorosos de Atar y el Premio de Novela Corta Juan Rulfo 2005 de Radio Francia Internacional, por su obra Las Violetas son flores del deseo (2007).
Fue finalista del Premio Internacional Alfaguara en 1999 con su primera novela Los deseos y su sombra. Recientemente obtuvo el Premio Iberoamericano de Novela Elena Poniatowska 2013.
Ha colaborado también con revistas y periódicos como Diluvio de pájaros, Dosfilos, El Cuento, El Independiente, El Nacional, El Universal, La Jornada, La Orquesta, Nexos, Letras Libres, Tierra Adentro y Unomásuno.
En 2015 se publicó en el Reino Unido el libro de Jane Elizabeth Lavery, The Art of Ana Clavel. Ghosts, Urinals, Dolls, Shadows and Outlaw Desires, en el que la investigadora inglesa estudia la obra literaria y multimedia de Ana Clavel, calificándola como "escritora multimedia".
En 2017 la editorial Alfaguara publicó su libro de ensayo Territorio Lolita, un estudio sobre el arquetipo y el estereotipo de la nínfula en la literatura, las artes y la cultura de principios de siglo XX.
Ha sido miembro del Sistema Nacional de Creadores del FONCA en varios periodos.

## Obra
Según la revista Modern Language Review, en la obra de Clavel se pueden encontrar permanentemente temas relacionados con el erotismo y sus ramificaciones: el género, la sexualidad, el deseo, las perversiones, la inocencia, la forma en que personas comunes viven con todo ello. Disecciona los aspectos del erotismo, de las fantasías, de sus recorridos para volverse realidad, de sus efectos en la rutina. En resumen, de cómo el deseo (en cualquiera de sus aspectos) gobierna la vida de cualquier individuo. Su novela más reciente es Breve Tratado del Corazón (2019). 

### Novela
- Los deseos y su sombra (2000)
- Cuerpo náufrago (2005)
- Las Violetas son flores del deseo (2007)
- El dibujante de sombras (2009)
- Las ninfas a veces sonríen (2013)
- El amor es hambre (2015)
- Breve tratado del corazón (2019)
- Por desobedecer a sus padres (2022)

### Ensayo
- A la sombra de los deseos en flor. Ensayos sobre la fuerza metamórfica del deseo (2008)
- Territorio Lolita (2017)

### Cuento
- Fuera de escena (1984)
- Amorosos de atar (1991)
- Paraísos trémulos (2002)
- Amor y otros suicidios (2012)
- CorazoNadas (2014)